# Операция «Лом»
Операция «Лом» (пол. Akcja Łom) — специальная диверсионная операция II Речи Посполитой проведена с 7 октября по 28 ноября 1938 года с целью общественно-политической и военной дестабилизации Подкарпатской Руси, подготовки почвы для присоединения территории края в Королевство Венгрия и установления польско-венгерской границы. Координировалась генеральным штабом Войска Польского с генеральным штабом венгерской армии. Для реализации операции при командовании VI военного округа во Львове был создан штаб оперативной группы под руководством майора Эдмунда Харашкевича (под псевдонимом Феликс Анкерштайн).
В результате проведённой в ходе реализации операции диверсионной работы на территории северных округов Подкарпатской Руси (к северу от линии Перечин — Порошково — Свалява — Воловец) было уничтожено или повреждено 1 железнодорожный и 12 автодорожных мостов, 1 водопроводная башня, центральное телефонное отделение и здание почты, в 27 местах сорваны телефонные линии. С целью привлечения третьей стороны, от имени «украинских националистов» были распространены антирумынские открытки. И хотя польская диверсионная операция была более результативной, чем венгерская, ожидаемого результата она не достигла. Поляки понесли значительные потери. По данным польской стороны в стычках с польскими диверсантами погибли 23 бойца чехословацкой армии, а 20 были взяты в плен, потери поляков составляли 13 человек.
Противостояли диверсантам подразделения Карпатской Сечи, Службы обороны государства и армии Чехословацкой республики. Операция была прекращена в ноябре 1938 года в связи с невыполнением венгерской оккупации Подкарпатской Руси, намеченной на ночь на 20 ноября 1938 года.
После операции «Лом» 27 ноября 1938 года в Яворине произошло столкновение между чехословацкими и польскими войсками — в перестрелке погиб один польский военнослужащий и ещё один получил серьёзные ранения. В конце 1938 года и в первые месяцы 1939 года внешнее давление на остальную часть Чехословакии продолжалось, и внутренний кризис ослабленного государства усилился.